# Christophe Lauwers
Christophe Lauwers (ur. 17 września 1972 w Brugii) – belgijski piłkarz grający na pozycji napastnika. Był reprezentantem Belgii.

## Kariera klubowa
Swoją karierę piłkarską Lauwers rozpoczął w klubie Cercle Brugge, w którym w sezonie 1990/1991 zadebiutował w pierwszej lidze belgijskiej. W Cercle Brugge występował do końca sezonu 1996/1997 i po jego zakończeniu przeszedł do Eendrachtu Aalst. W nim zadebiutował 9 sierpnia 1997 w zremisowanym 0:0 wyjazdowym meczu z KSK Beveren. W Eendrachcie grał przez półtora roku.
Na początku 1999 roku Lauwers przeszedł do francuskiego Toulouse FC. 16 stycznia 1999 zadebiutował w nim w przegranym 0:2 wyjazdowym meczu z FC Nantes. Na koniec sezonu 1998/1999 spadł z Toulouse z Ligue 1 do Ligue 2.
Latem 1999 Lauwers został zawodnikiem austriackiego SV Ried. Swój debiut w nim zaliczył 30 czerwca 1999 w zwycięskim 2:1 wyjazdowym spotkaniu z SC Bregenz. W SV Ried grał przez trzy sezony.
Latem 2002 Lauwers wrócił do Belgii i w sezonie 2002/2003 grał w drugoligowym CS Visé. Następnie w 2003 roku przeszedł do innego drugoligowca, KV Oostende, z którym w sezonie 2003/2004 wywalczył awans do pierwszej ligi. W 2004 roku przeszedł do KSV Roeselare i w sezonie 2004/2005 awansował z nim z drugiej do pierwszej ligi. W latach 2006–2008 grał w czwartoligowym VG Oostende, w którym zakończył karierę.
| Sezon   | Klub               | Kraj    | Rozgrywki     | Mecze | Gole |
| ------- | ------------------ | ------- | ------------- | ----- | ---- |
| 1990/91 | Cercle Brugge      | Belgia  | Eerste klasse | 5     | 0    |
| 1991/92 | Cercle Brugge      | Belgia  | Eerste klasse | 12    | 0    |
| 1992/93 | Cercle Brugge      | Belgia  | Eerste klasse | 8     | 2    |
| 1993/94 | Cercle Brugge      | Belgia  | Eerste klasse | 28    | 6    |
| 1994/95 | Cercle Brugge      | Belgia  | Eerste klasse | 29    | 14   |
| 1995/96 | Cercle Brugge      | Belgia  | Eerste klasse | 33    | 19   |
| 1996/97 | Cercle Brugge      | Belgia  | Eerste klasse | 30    | 11   |
| 1997/98 | SC Eendracht Aalst | Belgia  | Eerste klasse | 28    | 7    |
| 1998/99 | SC Eendracht Aalst | Belgia  | Eerste klasse | 13    | 2    |
| 1998/99 | Toulouse FC        | Francja | Ligue 1       | 7     | 1    |
| 1999/00 | SV Ried            | Austria | Bundesliga    | 21    | 0    |
| 2000/01 | SV Ried            | Austria | Bundesliga    | 31    | 9    |
| 2001/02 | SV Ried            | Austria | Bundesliga    | 32    | 4    |
| 2002/03 | CS Visé            | Belgia  | Tweede klasse | 29    | 11   |
| 2003/04 | KV Oostende        | Belgia  | Tweede klasse | 30    | 11   |
| 2004/05 | KV Oostende        | Belgia  | Eerste klasse | 4     | 0    |
| 2004/05 | KSV Roeselare      | Belgia  | Tweede klasse | 25    | 11   |
| 2005/06 | KSV Roeselare      | Belgia  | Eerste klasse | 13    | 0    |
| 2006/07 | VG Oostende        | Belgia  | IV liga       | ?     | ?    |
| 2007/08 | VG Oostende        | Belgia  | IV liga       | ?     | ?    |

## Kariera reprezentacyjna
W reprezentacji Belgii Lauwers zadebiutował 24 kwietnia 1996 w zremisowanym 0:0 towarzyskim meczu z Rosją, rozegranym w Brukseli. W kadrze narodowej rozegrał 2 mecze, oba w 1996.